# Holly Golightly (serieskapare)
Holly Golightly tidigare känd som Fauve. Golightly har arbetat med serierna Nightmare Theatre på förlaget Chaos! Comics, Sabrina (Archie Comics) samt sina egna verk Vampfire och School Bites. Hon är gift med Jim Balent och tillsammans driver de serieförlaget BroadSword Comics.